# Henry Beaumont Herts

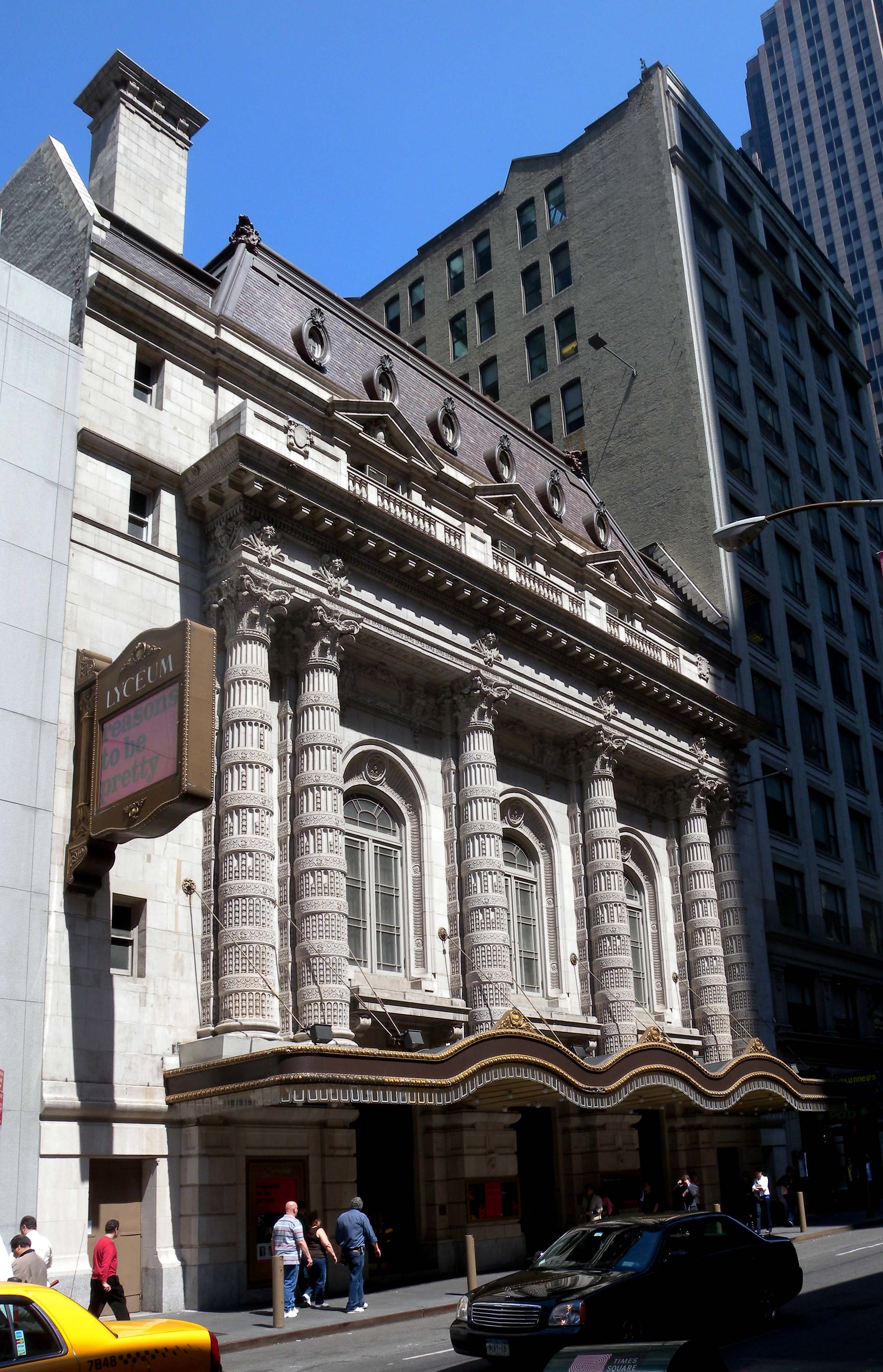
Das Lyceum Theatre in New York

Henry Beaumont Herts  (* 1871 in New York City; † 1933) war ein US-amerikanischer Architekt.

## Leben und Werk
Herts studierte an der Columbia University, die er jedoch ohne Abschluss verließ. Zudem ging er bei Bruce Price in die Lehre und studierte er an der École nationale supérieure des beaux-arts de Paris und an den Universitäten in Rom und Heidelberg.
1900 gründete er mit Hugh Tallant (1870–1952), der ebenfalls in Paris studiert hatte, das Büro Herts & Tallant, das schnell für seine Theaterbauten bekannt wurde. Tallant war für die künstlerischen Entwürfe zuständig und entwickelte sich zu einem Spezialisten für Raumakustik, Herts war für die technische Ausführung und für wirtschaftliche Fragen zuständig. Das New Amsterdam Theatre in New York war 1903 ihr erster großer Erfolg, gefolgt vom Fulton Theatre (später Helen Hayes Theatre, abgerissen 1982), dem Gaiety Theatre (abgerissen 1982), dem Liberty Theatre (geschlossen 1933), dem Lyceum Theatre, dem New German Theatre und der Brooklyn Academy of Music. Herts perfektionierte die Kragträgerkonstruktion, die es ermöglichte, Zuschauerränge ohne sichtbehindernde Säulen zu bauen.
Die geschäftliche Partnerschaft mit Tallant endete 1911. Herts baute mit seinem Assistenten Herbert J. Krapp noch das Booth Theatre, das angrenzende Shubert Theatre und das Longacre Theatre. 1915 verließ Krapp das Büro.
Herts entwarf außerdem das Mausoleum der Familie Guggenheim auf dem Salem Fields Cemetery in Brooklyn.
1928 ging Herts aus gesundheitlichen Gründen in den Ruhestand. Er starb 1933.
Sein Nachlass liegt in der Avery Architectural and Fine Arts Library der Columbia University in New York.